# Robin de Haas
Pour les articles homonymes, voir Haas.
Robin de Haas, né le 28 janvier 1979 à Moudon, est un pédagogue et consultant vocal suisse. Il est connu pour sa méthode de coordination respiratoire, qui bénéficie notamment aux chanteurs et aux sportifs.

## Biographie
Robin de Haas naît le 28 janvier 1979 à Lausanne ou Moudon, dans le canton de Vaud. Son père, le pasteur de rue Jan de Haas, est originaire des Pays-Bas ; sa mère, Geneviève, est Broyarde. Il a une sœur aînée, prénommée Anne-Klazien.
Atteint d'une fente palatine qui le force à parler du nez, il vit une enfance difficile marquée par les moqueries et les humiliations,, au point de penser au suicide, par des opérations pour refermer son palais et de multiples séances de logopédie. Ses parents se séparent quand il a six ans et divorcent deux ans plus tard. Ils se remarient quand Robin de Haas a 22 ans.
Il se passionne pour le chant dès son enfance et fait ses premières classes à Brenles, dans la Broye vaudoise, puis passe son adolescence à Moudon et ses environs. D'abord orienté en voie primaire supérieure, il remonte en voie prégymnasiale en avant-dernière année de l'école obligatoire. Il étudie après le gymnase en particulier auprès d'Anne Ramoni. Il étudie ensuite la pédagogie à la Haute école de musique de Lausanne (HEMU), notamment auprès de Brigitte Balleys, et y obtient un diplôme d'enseignant.
En 2016, il devient professeur à la HEMU pour les musiques actuelles.
Il est marié,.

## Coordination respiratoire
Robin de Haas découvre la coordination respiratoire en lisant à l'âge de 25 ans un livre de son inventeur, l'Américain Carl Stough, intitulé Dr. Breath (docteur souffle). Après avoir rencontré en 2005 Lynn Martin, disciple de Carl Stough et professeur de chant à l'Université de New York, il formalise la méthode et forme depuis 2011 des praticiens,. Celle-ci « consiste à détendre tous les muscles qui sont liés de près ou de loin au diaphragme dans le but de faire fonctionner le système respiratoire avec une efficacité maximale pour un minimum d’efforts ».
En 2010, il commence un partenariat avec les otorhinolaryngologues du Centre Hospitalier Universitaire Vaudois (CHUV), qui lui confient les chanteurs en récupération d'opérations ou souffrant de problèmes vocaux. Il a notamment travaillé avec Demi Lovato, Justin Timberlake, Yann Lambiel et Vincent Veillon,.

## Publications
- Robin de Haas (préf. Yann Lambiel), La voie de la voix : Une approche révolutionnaire de l'instrument humain, Lausanne, Favre, mai 2015, 300 p. (ISBN 9782828914783)